# Termitophilie
La termitophilie est la capacité d'un organisme vivant termitophile à vivre en étroite relation avec les termites. Cette association concerne aussi bien la faune, la flore ou les organismes fongiques. Ce terme désigne au sens large tous types de relations entre les termites et les autres êtres vivants vivant dans la termitière. Le terme termitariophilie est également utilisé pour qualifier leur relation lorsque l'hébergé utilise la termitière uniquement comme abri, sans interagir avec ses hôtes; dans ce cas, il s'agit d' opportunisme. Au sens strict, la termitophilie désigne uniquement une relation obligatoire et dont au moins une partie du cycle de vie de l'hébergé se déroule obligatoirement au sein de la colonie de termites. Cette relation est par définition symbiotique et peut être qualifiée de parasite, commensale ou mutualliste.
Des milliers d'espèces de termitophiles ont été décrites et beaucoup restent inconnues. Celles associées aux termitières épigées « sont surtout des insectes qui appartiennent aux ordres des Collemboles, des Thysanoures, des Blattoidea, des Diptères, des Lépidoptères, des Hémiptères, des Hyménoptères et des Coléoptères. Certains termitophiles sont uniques dans le monde ».
Beaucoup d'insectes vivent avec les termites champignonnistes (en) mais certaines espèces lucifuges sont aussi associés aux termitières mortes : organismes mycophages, puis saprophages avant d'être relayés par les décomposeurs.

## Insectes

### Coléoptères
Catalina elegans est une espèce de staphylins termitophiles. Elle possède des glandes tégumentaires sur la partie dorsale de l'abdomen qui lui servent dans les communications chimiques avec les termites,.

### Abeilles
De nombreuses abeilles utilisent les termitières arboricoles abandonnées pour constituer leur colonie. Il peut aussi bien s'agir d'espèces très opportunistes comme l'abeille mellifère ou certains bourdons. Des relations bien plus ténues et communes lient les mélipones aux termites. 19 espèces de ce genre nichent dans des termitières actives, 13 d'entre elles uniquement ; les six autres pouvant également être trouvées dans des fourmilières, des nids d'oiseaux ou autres. Dans l'État de Bahia, au Brésil, il y a une corrélation spatiale nette entre une perruche, les termites Constrictotermes cyphergaster et une mélipone Partamona, où la perruche creuse la termitière pour se nourrir permettant ainsi à l'abeille de constituer sa colonie. De nombreuses centridines du genre Centris et eucerines du genre Gaesochira vivent au sein des termitières arboricoles et terrestres actives. Enfin, en Indonésie, Megachile pluto nidifie obligatoirement avec une espèce arboricole. Cependant, chez toutes ces abeilles, il ne semble pas y avoir de relations avec les termites, leurs galeries étant isolées les unes des autres.
Plusieurs hypothèses tentent d'expliquer ces relations. Sous les tropiques, les abeilles nichant au sol peuvent rencontrer de sérieux problèmes d'humidité ; nicher dans une termitière peut les atténuer. Un autre avantage pourrait être la protection offerte par les termites, en particulier dans le cas de Nasutitermes dont les soldats sont armés de sécrétion chimique collante. Le principal coût pour les termites est l’utilisation de l'espace. Dans le cas d'abeilles solitaires comme les Centris, une fois l'émergence achevée, les termites recolonisent les cellules ; l'impact spatial est par conséquent minime. Dans le cas d'espèces eusociales telles que les mélipones, le coût est probablement plus élevé mais la mutualisation de leur force, en cas d'agression de la part d'un prédateur, peut être bénéfique.